# Echarri
Echarri (em castelhano) ou Etxarri (em basco) é um município da Espanha na província e comunidade foral (autónoma) de Navarra. Tem 2,29 km² de área e em 2021 tinha 78 habitantes (densidade: 34,1 hab./km²).

## Demografia
| Variação demográfica do município entre 1991 e 2004 | Variação demográfica do município entre 1991 e 2004 | Variação demográfica do município entre 1991 e 2004 | Variação demográfica do município entre 1991 e 2004 |
| --------------------------------------------------- | --------------------------------------------------- | --------------------------------------------------- | --------------------------------------------------- |
| 1991                                                | 1996                                                | 2001                                                | 2004                                                |
| 70                                                  | 58                                                  | 54                                                  | 67                                                  |